# Sacrifice (2021)
Pour les articles homonymes, voir Sacrifice (homonymie).
Sacrifice est un événement de catch professionnel produit par la fédération Impact Wrestling, c'est le douzième événement de la chronologie des Sacrifice. Il s'est déroulé le 13 mars 2021 à Nashville dans le Tennessee au sein du Skyway Studios. Il fut diffusé exclusivement sur Impact Plus.

## Contexte
Cet événement de catch professionnel présente différents matchs impliquant des catcheurs heel (méchant) et face (gentil), ils combattent sous un script écrit à l'avance.

## Tableau des matches
| Ordre par numéros                                                                         | Résultat                                                                                      | Stipulation(s)                                                                         | Temps |
| ----------------------------------------------------------------------------------------- | --------------------------------------------------------------------------------------------- | -------------------------------------------------------------------------------------- | ----- |
| 1                                                                                         | The Decay (Black Taurus et Crazzy Steve) bat Reno Scum (Adam Thornstowe et Luster The Legend) | Tag team match                                                                         | 8:00  |
| 2                                                                                         | Kaleb With A K et Tenille Dashwood battent Havok et Nevaeh                                    | Tag team match                                                                         | 6:40  |
| 3                                                                                         | Violent By Design (Deaner et Joe Doering) bat Chris Sabin et James Storm                      | Tag team match                                                                         | 11:30 |
| 4                                                                                         | Eddie Edwards bat Brian Myers                                                                 | Hold Harmless match                                                                    | 16:50 |
| 5                                                                                         | Fire N Flava (Kiera Hogan et Tasha Steelz) (c) battent Jazz et Jordynne Grace                 | Tag team match pour les Impact Knockouts Tag Team Championship                         | 10:25 |
| 6                                                                                         | Ace Austin bat TJP (c)                                                                        | Singles match pour le Impact X Division Championship                                   | 12:10 |
| 7                                                                                         | Deonna Purrazzo (c) bat ODB                                                                   | Singles match pour le Impact Knockout Championship                                     | 8:30  |
| 8                                                                                         | FinJuice (David Finlay et Juice Robinson) battent The Good Brothers (c)                       | Tag team match pour le Impact World Tag Team Championship                              | 15:00 |
| 9                                                                                         | Rich Swann (c) bat Moose (c)                                                                  | Singles match pour les Impact World Championship et TNA World Heavyweight Championship | 20:30 |
| La lettre C placée entre parenthèses désigne la personne ou l’équipe championne en titre. |                                                                                               |                                                                                        |       |